# Missä miehet ratsastaa
«Missä miehet ratsastaa» (перевод с фин. — «Где скачут мужчины») — первый сингл с альбома Myrskyntuoja финской хеви/пауэр-метал группы Teräsbetoni. Сингл стал доступен с 25 февраля через интернет и c 27 февраля на CD. В него вошли две версии песни, а также бонус-трек «Kaukaiset tulet», не вошедший в альбом.
С песней «Missä miehet ratsastaa» группа представляла Финляндию на конкурсе песни «Евровидение» в 2008 году. Песня заняла 22 место с 35 баллами в финале, а в первом полуфинале конкурса — 8 место с 79 баллами. Слова и музыку для песни написал вокалист группы Яркко Ахола и это первая (с 1998 года) песня на финском языке, исполняемая на Евровидении.

## Список композиций
1. «Missä miehet ratsastaa» (Euroviisuversio) — 3:00 ('Где скачут мужчины (версия для Евровидения)')
2. «Missä miehet ratsastaa» (Albumiversio) — 3:54 ('Где скачут мужчины (альбомная версия)')
3. «Kaukaiset tulet» — 3:33 ('Огонь вдали')

## Исполнители
- Яркко Ахола — вокал, бас-гитара
- Арто Ярвинен — гитара
- Вильо Рантанен — гитара
- Яри Куокканен — ударные